# Argés
Argés es un municipio español de la provincia de Toledo, en la comunidad autónoma de Castilla-La Mancha. Tiene una población de 7014 habitantes (INE 2024).

## Toponimia
Argés es un término árabe. El topónimo es compartido con una localidad homónima en la provincia de Burgos.

## Geografía

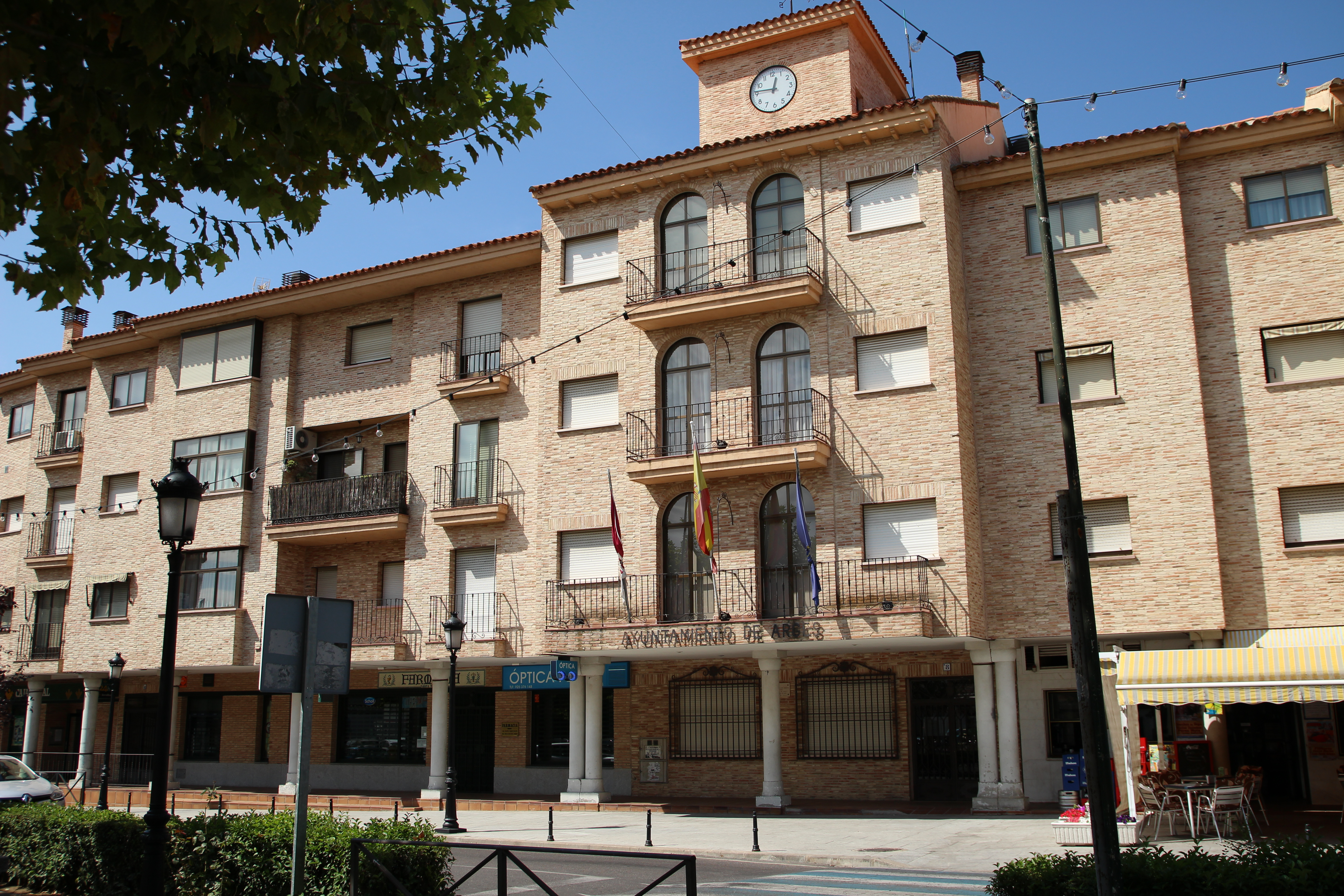
Ayuntamiento

El municipio se encuentra situado a 9 km de Toledo y a 97 km del centro de Madrid, en la antigua comarca de la Sisla, hoy Montes de Toledo y linda con las poblaciones de Toledo, Cobisa, Layos, Casasbuenas y Guadamur, todas de Toledo. Posee una parte segregada denominada Palomilla entre los términos de Toledo, Daramezas, término segregado de Guadamur, Polán y Albarreal de Tajo.
A 3 km se encuentra el embalse del arroyo Guajaraz.

## Historia
La antigua Vía Mariana, pasaba por la población. En el 1274 figura como un caserío de Toledo, en donde los vecinos de esta ciudad poseían viviendas que utilizaban en las épocas de labranza y recolección. 
Por su término municipal pasaba el acueducto del siglo I que llevaba agua desde el embalse en el Arroyo Guajaraz construido en el término municipal de Mazarambroz, que abasteció de agua a la ciudad de Toledo durante la época romana.

## Demografía
Cuenta con una población de 7014 habitantes (INE 2024).
| Gráfica de evolución demográfica de Argés entre 1842 y 2021                                                           |
| |
| Población de derecho según los censos de población del INE. Población de hecho según los censos de población del INE. |

## Administración
| Periodo   | Nombre                     | Partido |
| --------- | -------------------------- | ------- |
| 1979-1983 | Marcelo Sánchez Magán      | UCD     |
| 1983-1987 | Miguel Pereyra Etcheverría | PSOE    |
| 1987-1991 | José de Tomás Olmo         | PSOE    |
| 1991-1995 | Jesús Guerrero Lorente     | PP      |
| 1995-1999 | Jesús Guerrero Lorente     | PP      |
| 1999-2003 | Jesús Guerrero Lorente     | PP      |
| 2003-2007 | Jesús Guerrero Lorente     | PP      |
| 2007-2011 | Jesús Guerrero Lorente     | PP      |
| 2011-2015 | Jesús Guerrero Lorente     | PP      |
| 2015-2019 | Jesús Guerrero Lorente     | PP      |
| 2019-2023 | Jesús Guerrero Lorente     | PP      |
| 2023-act. | Jesús Guerrero Lorente     | PP      |

## Patrimonio

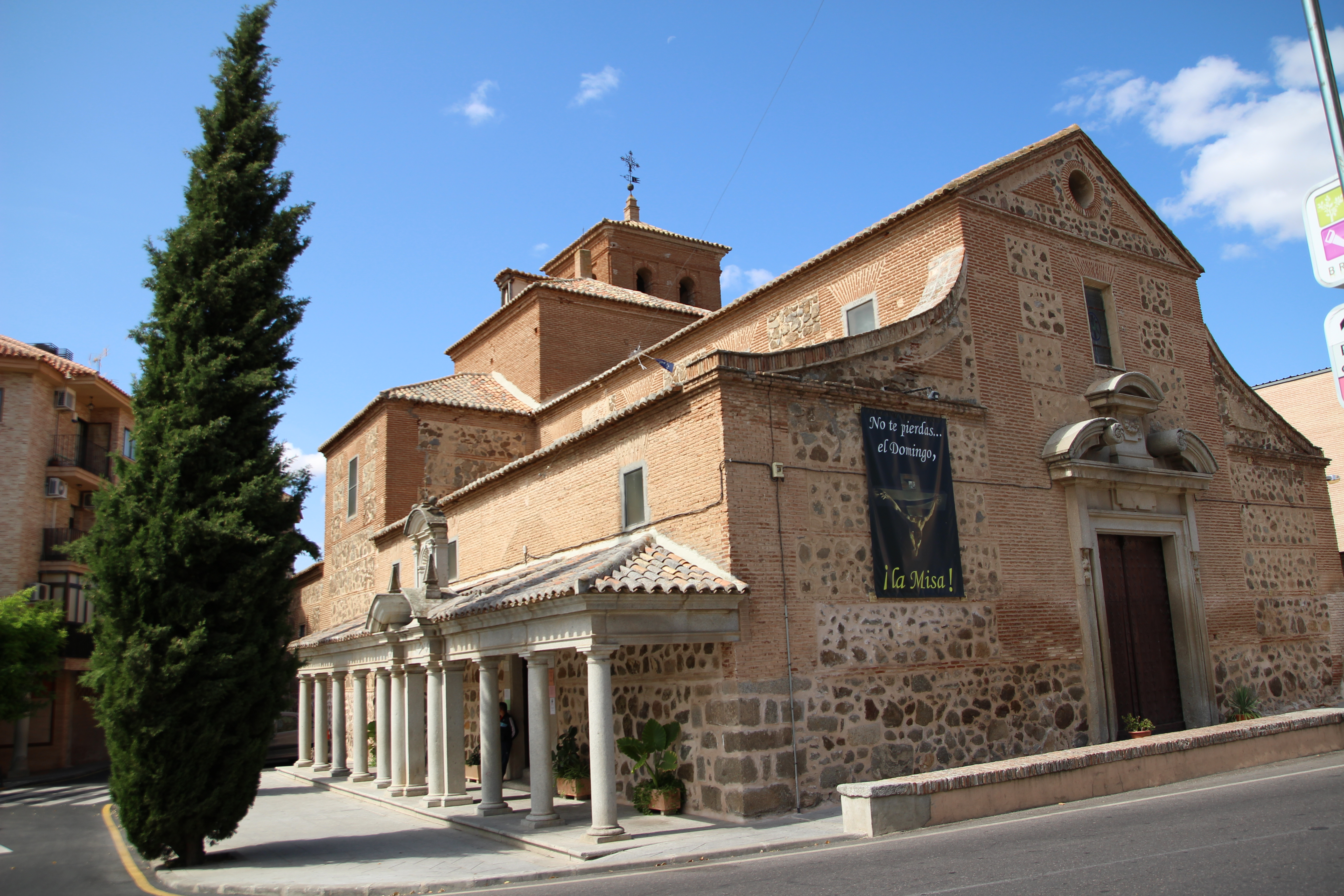
Iglesia de la localidad

- Iglesia parroquial de San Eugenio Mártir, de estilo neoclásico.
- Antigua casa señorial barroca del siglo XV, conocida como la Casa de Medrano.
- Torre Cervatos, situada en el margen izquierdo del arroyo Guajaraz.

La nueva biblioteca municipal está emplazada en el lugar donde se encontraba la antigua casa consistorial, de ella se conservan algunas cosas como su reloj y su maquinaria, expuestos en la misma biblioteca. Quedan restos del Molino Alegre en el arroyo Guajaraz.

## Fiestas
- 23 de enero: San Ildefonso
- Mes de julio: verano Cultural
- Primer fin de semana de agosto: Fiestas del Rosario y de la Virgen de la Soledad
- 15 de noviembre: San Eugenio mártir
- A partir del 2008 se incorpora el Corpus